# Down Here on the Ground
Albums de Wes Montgomery
A Day in the Life
(1967) Road Song
(1968)
Down Here on the Ground est un album du guitariste Wes Montgomery sorti en 1968.

## Description
Down Here on the Ground est un album produit par Creed Taylor qui témoigne de la transition de Wes Montgomery vers le smooth jazz avec des morceaux plutôt courts et un accompagnement de cordes sur les rythmes les plus actuels en 1967. C’est aussi l’occasion pour le guitariste de rencontrer de futurs grands du jazz comme Herbie Hancock ou Ron Carter.

## Pistes
| No  | Titre                                   | Musique                                                     | Durée |
| --- | --------------------------------------- | ----------------------------------------------------------- | ----- |
| 1.  | Wind Song                               | Dave Alpert, Nick Ceruli, John Pisano, Paul Francis Webster | 2:18  |
| 2.  | Georgia on My Mind                      | Hoagy Carmichael, Stuart Gorrell                            | 2:42  |
| 3.  | The Other Man’s Grass Is Always Greener | Tony Hatch, Jackie Trent                                    | 2:32  |
| 4.  | Down Here On The Ground                 | Gale Garnett, Lalo Schifrin                                 | 3:38  |
| 5.  | Up And At It                            | Wes Montgomery                                              | 4:10  |
| 6.  | Goin’ On To Detroit                     | Wes Montgomery                                              | 3:30  |
| 7.  | I Say a Little Prayer                   | Burt Bacharach, Hal David                                   | 3:10  |
| 8.  | When I Look In Your Eyes                | Leslie Bricusse                                             | 3:03  |
| 9.  | Know It All                             | João Donato, Paulo Valle                                    | 2:55  |
| 10. | The Fox                                 | Lalo Schifrin                                               | 2:55  |

## Musiciens
- Don Sebesky - arrangements, direction d'orchestre
- Eumir Deodato - arrangements, direction d'orchestre
- Wes Montgomery – Guitare
- Ron Carter – Basse
- Grady Tate – Batterie
- Herbie Hancock – Piano
- Bobby Rosengarden – Percussions
- Ray Barretto – Percussions
- Mike Mainieri – Vibraphone
- Gene Orloff – Violon
- Raoul Poliakin – Violon
- George Ricci - Violoncelle
- Emanuel Vardi - Alto
- Hubert Laws, George Marge, Romeo Penque – Flûtes et Hautbois